# Trijaža
Trijaža (od francuskog trier, razvrstavati) izraz je koji se rabi kao formalan postupak kojim se bolesnici ili ranjenici razvrstavaju prema hitnosti skrbi, prirodi rana ili bolesti i o tome ovisi hitnost medicinske pomoći odmah nakon dolaska u odjel hitne medicine. Time se i procjenjuje vrijeme čekanja na početak pregleda liječnika i liječenja pacijenta.
Metoda je koja omogućuje organiziranje pozornosti ljudi prema postojećim resursima i potrebama pojedinaca. 
Trijažni proces podrazumijeva sljedeće trijažne skupine i vrijeme zbrinjavanja:
- Crvena: odmah
- Narančasta: u roku od 10 minuta
- Žuta: u roku od 60 minuta
- Zelena: u roku od 240 minuta (4 sata)
- Plava: u roku od 2 sata upućivanje određenom specijalistu

## Vanjske poveznice
- TRIJAŽA U ODJELU HITNE MEDICINE.  Arhivirana inačica izvorne stranice od 21. ožujka 2020. (Wayback Machine) HRVATSKI ZAVOD ZA HITNU MEDICINU, ZAGREB, 2012.
- (Nastavni zavod za javno zdravstvo)